# 전학공투회의

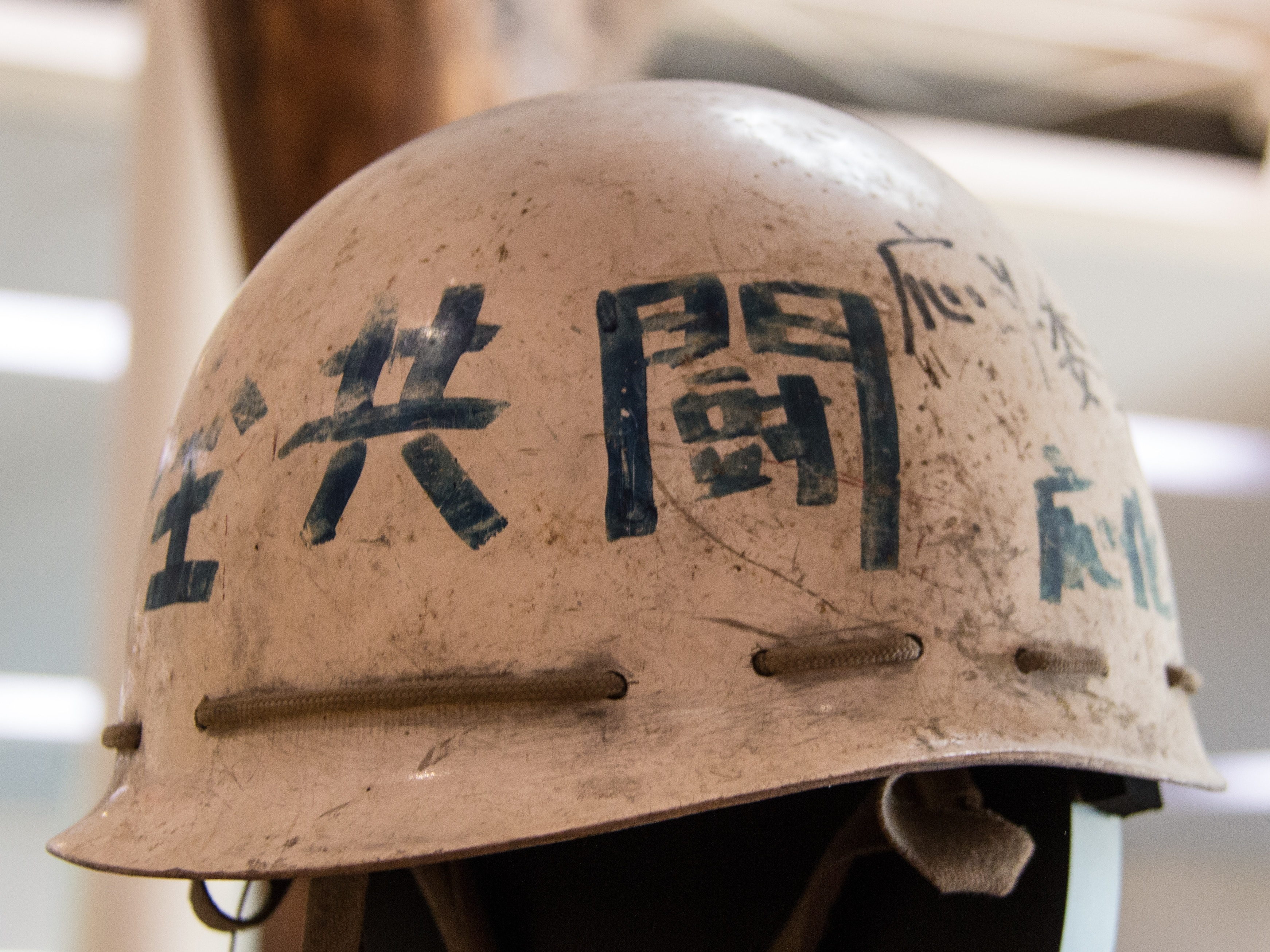
전공투 하이바.

전학공투회의(일본어: 全学共闘会議 젠가쿠쿄토카이기[*]), 약칭 전공투(일본어: 全共闘 젠쿄토[*])는 1968년에서 1969년 사이 일본의 각 대학에서 학생운동이 바리케이드 스트라이크(바리스토) 등 무력투쟁으로 행해지던 시절, 분트와 삼파전학련이 학부와 정파를 초월한 운동으로서 조직한 대학내 연합체들이다.
전공투는 특정한 조직・단체의 이름이 아니고 1968년에 국한된 대학가 "현상"에 가깝기 때문에, 학교별 전공투들은 활동시기・목적・조직・운동방침이 모두 제각각이다. 그 중 니혼대학의 일대전공투와 도쿄대학의 동대전공투가 유명하다. 동대전공투는 “대학해체”, “자기부정”의 주장을 내세웠다고 널리 알려져 있다. “실력투쟁”을 전면에 세워 데모 중 기동대와 충돌할 때면 투석전이나 각목(게발트봉)도 사용되었다. 전공투운동은 특정 정파가 자기 사상과 정책을 내거는 조직운동이라기보다는 대중운동이었던 측면이 있었다고도 한다. 대학마다 개인마다 다양했다고 할 수 있다.
전공투와 가장 극렬히 대립한 것은 일본공산당 하위조직인 민청계 전학련이다. 도쿄대 투쟁 때도 전공투가 난립하는 중 7학부 대표단을 주도하고 대학 당국과 확인서를 만들어 종결시킨 것이 민청계였다. 니혼대학에서 일대전공투와 대립한 것은 체육회계・민족파계였다.

## 역사

### 전사(前史)
전공투운동 이전의 일본 학생운동은 수업방기나 피켓팅 등 학생들의 생활옹호를 목적으로 한 것이 대부분이며, 그나마도 대학측의 양보를 쟁취한 성공사례는 드물었다. 이런 학생운동은 1949년의 신제대학 출범 이전부터 시작되어 희귀한 것은 아니었다. 그러나 수업방기 및 시위에 머물러 있었기 때문에 대학당국에 큰 부담이 되지 않았다. 이하는 전공투 등장 이전의 학생운동의 수많은 사례들 중 몇 가지만 거론한 것이다.
- 오차노미즈 여자대학: 1965년 9월 22일부터 기숙사규정 개악 반대를 호소하고 전학무기한수업방기에 들어갔다. 그러나 학업방기에 대한 반대로 9월 30일 학생대회에서 수업방기를 해제했다.
- 다카사키 경제대학: 1965년 9월 시측이 재정난을 이유로 사학화를 제안했다. 교수회가 이에 반발, 학생들도 교수들을 지지하여 사학화는 제지되었다. 시측은 대신 등록금 대폭 인상을 내세웠고 학생들은 등록금 인상 반대투쟁을 조직하지만 시위대를 촬영한 사진 등을 근거로 징계처분자가 잇따랐다. 영화 《압살의 숲》에서 이것을 상세하게 다루었다.
- 도쿄 상선대학(현 도쿄 해양대학): 1965년 11월 5일부터 스트라이크를 쳤지만 11월 26일 학생대회에서 스트라이크를 풀었다.
- 와세다 대학: 대학도서관 규정 개정 투쟁이 있던 중 1965년 12월 대폭적인 등록금 인상발표로 단번에 반대투쟁이 고조. 1966년 1월 18일 제1법학부를 시작으로 제1상학부, 제1정경학부, 제1이공학부, 제1문학부가 연이어 스트라이크에 돌입. 입학시험은 기동대가 캠퍼스에 주둔한 채로 치러졌다. 6월 공학부가 스트라이크를 해제하고 문학부가 마지막으로 해제하면서 투쟁이 종식.
- 메이지 대학: 1966년 11월 25일 아침부터 학비 인상 반대를 호소, 이즈미 캠퍼스에서 무기한 스트라이크. 하지만 패배로 돌아갔다.
- 게이오 대학: 1968년 미군에서 의대에 자금을 유입하는 문제를 놓고 전학 바리케이드 봉쇄를 했지만 유급 문제 등을 걱정한 학생들이 투표로 봉쇄를 해제했다.
- 주오 대학: 1966년 12월 8일 학생회관 관리운영권을 두럴싸고 4천 명의 학생이 대학측과 협의를 가졌다. 그러나 요구가 받아들여지지 않자 밤에 바리스토에 돌입한다. 단체교섭이 거듭된 끝에 드물게도 요구가 거의 수용되어 25일 바리스트가 해제되었다.
- 국제기독교대학: 1963년 등록금 인상 반대투쟁, 1966년 생협설립투쟁, 1966년 6월 능연(能研)테스트로의 입시대체 및 응시료 1.67배 인상 반대투쟁 등이 있었다. 본관점거로 목표를 달성하려 했으나 63명의 징계처분자가 발생했다.

이에 대한 반성으로 전공투운동에서는 본관봉쇄 바리케이트 스트라이크라는 실력행사를 수반하는 투쟁을 하고 강사・교직원의 출입을 저지하는 투쟁방식으로 발전한 것이 특징이다. 전공투가 발생한 경위는 대학마다 각각 다르지만 일반적으로 가장 유명한 것은 일대전공투와 동대전공투다.

### 발단
1968년 5월, 도쿄국세국이 니혼대학(이하 일대)을 가택수색하여 용도불명금 22억 엔을 적발했다. 당시 일대에서는 이사장 후루타 쥬지로의 방침에 따라 학생자치회가 인정되지 않고 있었다. 하지만 이 용도불명금 문제를 계기로 대학당국에 대한 학생들의 불만이 폭발, 5월 23일 지요다구 칸다미사키정의 경제학부 앞에서 일대의 첫 시위인 “이백 미터 데모”가 열렸다. 5월 27일에는 아키타 아케히로를 의장으로 하여 니혼대학전학공투회의(이하 일대전공투)가 결성되었다. 이사회는 일대전공투의 요청에 따라 9월 30일 학생과 당국의 협상의 장으로서 “전학집회”를 료고쿠 강당에서 개최했다. 이 집회에는 3만 5천 명의 학생이 참가하여 전공투 측에서는 이것을 노동조합법의 단체교섭에 빗대어 “대중단교”라고 불렀다. 12시간의 협상 끝에 당국은 회계 공개 및 이사진 퇴진 등 일대전공투 측의 요구를 일단 받아들였다. 그러나 다음날 사토 에이사쿠 총리가 “대중단교는 상식을 일탈하고 있다”며 참견, 당국이 학생들과의 약속을 철회했다. 료고쿠 강당에는 일본도를 든 체육회 학생들이 난입, 그 직후 돌입한 경찰기동대를 일대전공투 학생들은 박수로 맞이했지만 기동대는 전공투 측 학생들만 진압했다. 이로써 니혼대 분쟁은 진정되지만 일부 일대생들은 도쿄대 투쟁 등에 합류했다.
도쿄대학에서 의대 인턴 문제를 둘러싸고 학생들에게 부당처분을 내린 것을 발단으로 대학당국에 대한 항의 시위가 높아졌다. 야스다 강당을 일시점거한 뒤 7월 5일 물리학과 대학원생 야마모토 요시타카를 의장으로 도코대학전학공투회의(동대전공투)가 결성되었다. 동대전공투도 일대전공투와 마찬가지로 대학 내 건물들을 바리케이드 봉쇄하고 당국과의 “대중단교 ”를 요구했다.

### 전개
전공투운동은 68년 초에서 68년에 걸쳐 동대와 일대의 투쟁에 병행, 자연발생적으로 “요원의 불과 같이” 전국의 대학에 퍼졌다.
전공투는 처음에는 각 대학의 개별 문제(학비문제 등)를 취급하는 조직이자 운동으로서 각 대학의 학생회 테두리를 넘어 결성되었다. 그 뒤 대학 당국의 경직된 대응과 정부와 기동대의 개입을 경험하는 가운데 점차 전학(全学)화하여 “대학과 학생・연구자의 본연의 자세를 검토하는 대학의 이념과 학문의 주체를 둘러싼 운동”으로 비화했다. 그리고 현재의 대학은 “제국주의적 관리에 짜 넣어진 「교육공장」에 지나지 않으며, 교수회는 그 관리질서를 담당하는 「권력의 말단기구」”인 바, 이런 상황에서 「대학의 자치」는 이제 환상에 지나지 않고, 그러한 관리질서 총체를 해체하는 것이야말로 과제임을 칭하고 전학 바리케이드 봉쇄 등 폭력에 의한 대학 해체를 주장했다. 또한 신분으로서의 「학생・연구자임」을 안으로부터 부정하는 「자기부정」의 사상적 물음이 진행되어야 한다. 전학적 바리케이드 봉쇄는 제국주의 대학 해체의 정치성을 가진 동시에 자기부정의 사상을 갖는다고 여겨졌다.
이렇게 도쿄대 투쟁에서 “대학해체”, “자기부정”의 구호가 등장하고 대학 내 문제의 테두리를 넘어 “학생들과 국가권력간의 투쟁”의 형태가 되었다. 이는 각 대학의 타협 따위로 종결될 수 있는 투쟁이 아니며, 또한 이후 투쟁 패배 이후 운동이 단숨에 쇠락한 원인이 되기도 했다. 당시 학생으로서 와세다대학 투쟁에 참여한 쿠레 모토후사는 “「자기부정」은 「자기긍정」이다. 출세를 위해 학문을 하면 할수록 학문의 본의에서 멀어지고 있는 자신을 발견한다. 그것은 자기부정이다. 자기부정은 목표로 하는 것이 아니다. 자기긍정의 결과가 출현할 것”이라고 말했다.
1968년 11월 22일, 도쿄대학 혼고캠퍼스 야스다 강당 앞에서 「동대, 일대 투쟁승리전국학생총궐기집회」가 열리고, 2만 명의 학생들이 모였다. “이 궐기대회가 이후 각 대학의 전공투운동의 원점이 되며, 또 그 운동의 빛나는 절정”이었다. 11월 1일에는 동대의 오오코치 카즈오 총장・전학부장・평의원이 분쟁 책임을 지고 사임했다. 68년에서 69년까지 30여 대학이 바리케이드 봉쇄 상태였다.
1969년 1월 18일에서 19일로 넘어가는 밤, 전공투가 봉쇄하고 있는 야스다 강당에 8500명의 기동대가 공격을 개시, 72시간에 걸친 공방전이 전개되면서 동대전공투운동은 종말로 치달았다(야스다 강당 사건). 그러나 동대 투쟁이 짐으로써 전공투 운동은 전국에 들불쳐럼 번졌다. 1969년 교토대학을 비롯해 홋카이도대학, 도호쿠대학, 히토츠바시대학, 도쿄외국어대학, 도쿄교육대학, 요코하마국립대학, 시즈오카대학, 신슈대학, 가나자와대학, 나고야대학, 오사카대학, 오사카교육대학, 오사카시립대학, 오카야마대학, 히로시마대학, 규슈대학, 구마모토대학, 메이지대학, 와세다대학, 게이오대학, 호세이대학, 니혼대학, 토요대학, 주오대학, 도시샤대학, 리츠메이칸대학, 간사이대학, 간사이가쿠엔대학 등 일본의 주요 국공립대와 사립대 80%에 해당하는 165개교가 전공투투쟁에 의한 전학 바리케이드 봉쇄를 겪었다.

### 쇠락
전공투는 각 대학의 주요 운동권 정파 연합체에 일반 학생들이 다수 참가한 형태이며, 특정한 사상・조직・목표가 있었던 것이 아니다. 그래서 그 경과의 전모, 형태, 평가는 다양하다. 당시 가두투쟁을 벌이고 있던 삼파전학련(공산주의자동맹, 혁명적공산주의자동맹 전국위원회, 사청동 해방파)나 그것을 지지한 제2차 분트・혁공동 등 여타 신좌파 정파와의 관련도 활자화된 기록 중심으로 평가된다. 또한 삼파전학련과 전공투를 혼동해서는 안된다는 의견도 있다.
일반적으로는 “1970년대 들어 신좌파 정파들 간에 우치게바에 의해 100건 이상의 살인이 발생했으며 특히 연합적군의 아사마 산장 사건과 일본적군의 요도 호 사건 등으로 인해 급진적 학생운동이 급속히 지지를 잃고 자연발생 운동인 전공투도 급속히 붕괴했다”는 것이 통설이다. 하지만 “어느 당파건, 무당파 운동이건 연합적군 사건으로 동원력이 줄어든 사실은 존재하지 않는다.”
어쨌든 “일시에 발화했던 전공투운동은 순식간에 진화되었다.” 1969년 9월 6일 히비야 야외음악당에서 전국 78개 대학 26,000 명이 참가한 전국전공투(동대전공투 의장 야마모토가 의장, 일대전공투 의장 아키타가 부의장) 결성대회가 있었던 시점에서 이미 중핵파, 사학동, 학생해방전선, 학생인터, 공학동, 반제학평, 프론트, 프로학동 등 신좌파 8개 정파가 “실질적 당파공투” 또는 “캄파니아 조직”을 만들었다고 한다. 한편 국회에서는 8월 3일 사토 내각에서 최악의 경우 문부성 명령으로 대학 전체 업무를 중단할 수 있다는 「대학의 운영에 관한 임시조치법」이 성립했다. 이에 따라 대학 자치를 중시하고 자력해결을 목표로 했던 여러 대학 구성원들 간에 대학이 망하는 것이 아닌가 하는 동요가 확산되었다. 후기 수업이 시작된 9월 들어 대부분의 대학에는 바리케이드 해체를 위한 기동대가 투입되었다.

## 특징
전공투의 가장 큰 특징은 문화대혁명에 영향을 받았다고 생각되는 폭력 찬미에 있다. 도쿄대학 강사였던 작가 시바타 쇼는 전공투의 폭력에 대해 다음과 같이 썼다.
게발트가 나오기 시작했을 때 그 의미를 충분히 알지 못했다는 생각이 든다. 내가 그 때 생각한 것은 게발트는 국가의 폭력장치에 대항하는 대항폭력으로서 나온 것으로 이해했다. 나는 비록 대항폭력으로서의 게발트에도 반대했지만, 현상으로서는 그렇게 이해하고 있었다. 그런데 대학의 교사인 내 눈 앞에서 학생들이 게바봉을 휘두르고 있는 사이, 그런 측면이 있더라도 그것은 소위 타테마에에 지나지 않는다는 것을 알 수 있었다. 사람들이 게바봉을 들고 싶어서 드는 것이고 게바봉을 흔드는 것 자체에 기쁨을 느끼고 있는 것 같다는 생각이 들었다. 이것은 좋고 나쁜 문제 이전에 바로 현실이 그렇다는 것이 보여왔다. 그런데 전후 일본 근대 전후민주주의가 전제하고 있던 인간관에 그것은 포함되어 있지 않았다. 인간은 본래 지적인 동물이고, 폭력충동 등은 그 인간관 밖으로 내몰린 것이었다.
전공투의 두 번째 특징은 기존의 학생자치회와 전학련을 기반으로 하는 학생운동과는 다르다는 것이다. 예외적으로 학생측의 승리로 끝난 주오대학 학관투쟁의 지도자 입장이었던 코우즈 아키라는 다음과 같이 말했다. “상부조직으로서 전학련에 가맹하려면 자치회조직의 특별참가 결의가 필요하며, 가입비도 상납임원도 내지 않으면 안 되고 상명하복의 조직 구속도 있었다.” “하지만 전공투의 가장 큰 특징은 학교 상황에 불만을 가진 뜻 있는 자들이 모여 결맹하는 대신 마음대로 전공투를 자칭한 점이다. 전공투의 편안함과 적당함은 정치변혁을 지향하는 의식된 학생의 집합체인 전학련의 활동가상과는 다른 광범위한 확대를 보였다.”
세 번째 특징은, 일본 뿐 아니라 세계적으로 대학가를 중심으로 전개된 68혁명이 그 이전의 학생운동과 차별되는 특징으로서, 학생들이 교육자들을 규탄하는 스타일이 등장했다는 것이다. 미셸 푸코는 파리 5월 혁명 전야 파리대학 낭테르교에서 “학생들이 교수와의 관계를 계급투쟁의 관점에서 말하는 것은 기묘”하다고 말했다. 전공투는 아카데미션(학인)들이 대학의 “감시/관리체제의 위에 서서만 「양심적」=「진보적」 할 수 있다는 사태에 전혀 무자각”하다고 여기고, “학외에서 「민주적」 언사를 늘어놓으면서 학내에서는 학생 탄압을 감싸고 도는 교원들에게 그 기만성을 질책했다.” 전후 초기에 결성된 학생자치회(학급별로 위원회를 선거)의 기본 이념은 학생이 미래사회의 시민으로서 참여하는 학문을 닦는 데 도움이 되기 위해, 규율=훈련을 자체적으로 실시하는 상조단체였다. 이에 같은 대학 구성원이며 전후민주주의사회 「시민」의 이념형이라고 할 수 있는 대학교원들과의 상호교류도 이루어지고 있었다. 사실 “60년 안보 때까지만 해도 교원과 학생은 국가권력에 맞서는 일종의 친화적 동맹관계에 있었다.” 그러나 1968년 전공투투쟁 시기에는 마루야마 마사오가 동대전공투의 전학봉쇄와 실험실 자료파괴에 “나치스도 하지 않았던 만행”이라고 격노하기에 이른다.
이런 변화의 원인에 관하여 스가 히데미는 많은 신제대학이 탄생한 데 따른 고등교육의 보급과 대중화에 따라 대졸자라고 상위중산층이 될 보장이 없어지면서 “국민=시민의 이상형인 교수와 같은 상위중산층 스테이터스”에 대한 보장으로 이루어져 있던 대학의 「신용」이 무너지고, 대학이 국민국가에서 존립할 근거 자체가 추궁당한 이유를 보고 있다. 이 시대의 학생들은 “자신이 놓인 무근거의 지위”에 직면하게 된 것이다. 기실 전공투들 중 다수가 “중견대학”들에서 창출되었다. 스가는 전공투에 의해 규정된 “전후민주주의 비판”이라는 슬로건도 여기에 연유했다고 논한다.
사상적으로는 좌파공산주의 등의 “특정 권위에 의하지 않는 상향식 혁명”과의 유사성도 지적된다.

## 평가
연대를 구하여 고립을 두려워하지 않는다
連帯を求めて孤立を恐れず
힘 미치지 못해 쓰러짐은 개의치 않으나
力及ばずして倒れる事を辞さないが
힘 다하지 않고 꺾임은 거부한다
力尽くさずして挫けることを拒否する

전공투에 대해서는 현재까지도 다양한 평가의 갑론을박이 있다.
2009년 방대한 자료 인용으로 저서 『1968』을 간행한 오구마 에이지는 전공투운동이 발생한 원인으로 “소학교 및 중학교 시절 전후민주주의의 이상적 교육을 받은 이들이 이후 수험경쟁의 죄책감을 안고 또 대학의 대량생산교육에 환멸한 것”, “일본이 개발도상국이던 시절 어린 시절을 보낸 이들이 고도경제성장의 결과로 선진국이 된 일본 사회에 위화감을 안고 또한 풍요로운 사회 특유의 "현대적 고민"을 안고 있었던 것”을 꼽았다. 그리고 동시기 학생운동을 일으킨 유럽과 미국의 베이비붐 세대와 비교해서 일본의 전공투세대 중 이후 정치활동에 관여한 사람이 적은 이유는 “급속한 기세로 선진국화한 일본에서 학생운동은 「정치운동」이 아닌 「자기표현」을 위해 하는 것이 아니었나”고 논했다. 오구마가 말하는 “권력의 악에 대항하는 순수한 정의감으로 반항을 시작했지만, 체제의 두꺼운 벽 앞에 좌절을 피할 수 없게 되자 결국 연합적군 사건(1972년)을 상징적 정점으로 하는 “우치게바”들로 속에서 썩어갔다”는 식의, 이른바 “자기”를 찾고 “자기”를 표현하려고 했지만 “좌절”했다는 소외이론에 집약시키는 관점 및 심리주의적 방법은 “지금도 많은 것을 규정하고 있는 통념에 불과하다”는 의견도 있다.
오구마의 저서는 최종적으로 60년대 베평련 및 그 상징적 존재였던 오다 마코토와 츠루미 슌스케에 가능성의 핵심요구, “전후민주주의의 구제와 재론을 위한 패러다임 창출목적을 의식하고 있다.” 그러므로 “사실오인이나 독단이 적지 않게 존재”하고, “하나의 입장에서만 서술되는 논리적 구성은 자료문맥의 횡령”이며, 전공투운동과 신좌파운동에 대한 자료구사는 “기간자료에 의한 설명과 거기 명시된 사실경과가 나와있”지 않으며, “당사자에 대한 대면적 책임과 관련된” “문자자료를 뒷답침할 청취가 부족”하다는 비판도 받는다.
한편 오구마 에이지의 논고에 대조되는 것으로서 스가 히데미의 『혁명적인, 너무나 혁명적인: 1968년 혁명 시론』이 있다. 스가는 1968년을 중심으로 일어난 움직임을 1848년 혁명과 함께 역사상 단 두 차례 있었던 “세계혁명”으로 보는 이매뉴얼 월러스틴과 68년을 결정적인 역사적 변곡점으로 하는 장프랑수아 리오타르의 『포스트모던의 조건』 등을 부분적으로 참조, 전공투운동을 세계사적 사건인 68혁명과 푸코·들뢰즈·데리다 등의 소위 "68 사상"에 병렬되어 일본이라는 공간에 한정된 것으로서 추출하려 했다.
급진적 무당파 활동가였던 츠무라 타카시는 1984년 『중앙공론』 지상에서 이렇게 말했다. “국가권력 탈취가 혁명이라고는 아무도 생각하지 않게 되고, 구체적인 국소에서의 국가와의 대치가 과제”가 되어, “대의에 기대지 않고, 소비사회의 상대주의에 해체당하는 일 없이, 어떻게 국가와 모든 국면에서의 대치를 계속할 수 있는가, 그 「교통」을 어떻게 가능케 할 것인가, 이것이 바로 지난 십여년 간 십구백만 명의 사람들이 필사적으로 모색해 온 것이다. 이 실천의 다발과 그물코야말로 전공투의 「총괄」이라 할 것이다.” 실제로 전공투를 경험한 사람들이 그전까지와는 다른 생협운동, 생태운동, 여성주의, 소수자운동 등 다양하고 분산적인 활동을 유지하며 일정한 성과를 올리고 있는 사례들이 있다.
다만 일본 사회에서 전공투운동을 긍정적으로 파악하는 방향은 작았다. 1968년 열린 내각부 세론조사에서 학생운동을 지지 또는 공감한다는 응답자는 전체의 70% 정도였다. 부모에게 생활비와 학비를 지원받는 학생이 공부보다 운동에 빠져드는 것에 대한 비판도 있었다.
“제대해체”, “입시분쇄”, “엘리트로서의 자기부정”을 주장했던 동대전공투 의장 야마모토 요시타카는 운동 종식 후 대학원에서 중퇴당하고 슨다이 예비교(입시학원)에서 입시강사가 되었다. 전공투에 관해서 운동 후 일절 발언하지 않고 언론에 의한 취재도 거절했지만, 1992년 운동 당시의 자료를 모은 『동대투쟁자료집』을 국립국회도서관에 기증했다. 2015년에는 도쿄대 투쟁에 관한 회고록 『나의 1960년대』를 출간했다.

## 영향
전공투를 비롯한 68년 학생반란에서는 세계 공통적으로 대학본부 점거와 대중단교의 전술이 채택되었다. 이것은 당시 드문 현상으로서, 19세기 말-20세기 초를 풍미하고 사라진 생디칼리슴의 정석이라 할 전술이 냉전 시대에 갑자기 부활한 것이었다. 68의 문제 제기는 민주주의의 문제가 대의제 기능의 문제로 축소되는 것을 단호히 물리치고, 그 대의제 밖으로 넘쳐흐른 「정치」의 차원이 존재한다는 것을 강조함으로써 기존의 정치사회제도와 민주주의의 재검토로 이어질 수 있었다.
무라카미 신이치로는 서구 좌파정당들은 68세대의 반란에 의해 혼란에 빠졌지만 그 에너지의 적어도 일부를 흡수해 크게 변모했으나, 일본에서는 68세대가 기업사회에 잠식되면서 기존 좌파정당들에 거의 아무런 변화도 생기지 않았고, 이것이 전반적인 “좌익의 썰물”로 연결되었다고 주장한다. 즉 전공투세대(단카이 세대)의 대부분은 고도경제성장이 절정에 달했을 무렵 일찌감치 정치의 계절을 「졸업」하고 「기업사회」의 주요담당자가 됨으로써, 유럽과 미국에서처럼 “탈물질주의적 가치”의 옹호자도 되지 못하고, “새로운 사회운동”의 담지자도 되지 못하면서, 서구의 68세대와 근본적으로 다른 코스를 걷게 되었다는 것이다.
단기적으로 보면 1969년 12월 제32회 중의원의원 총선거에서 여당인 자민당이 20석을 늘려 300석을 넘어섰다. 반면 사회당은 신문사의 당락 예상(예컨대 아사히는 118석을 예상)을 크게 벗어나 약 50석이 줄어 90석으로 전락, 대패했다. 공명당이 25석에서 47석으로 약진했다. 전공투 및 신좌파 세력과 격렬히 대립한 공산당도 5석에서 14석으로 약진했다. 투표율은 전회보다 5.5% 감소해 68.5%로 급락, 이 이후 무당파층이 급증하면서 사회당 지지율이 정체하기 시작했다.
사회당의 갑작스런 지지율 급락에 대해 전공투운동과의 직접적 연관성을 주장하는 것으로 이시카와 마스미의 담론이 있다. 이시카와에 따르면 사회당이 총선에 즈음하여 “일부 학생들의 폭력적 행동”을 전면 부정하는 통일전망을 제시했다. 그러나 하부조직인 사청동에서 분화한 신좌파 정파(해방파)가 참여하는 삼파전학련에 대해서는 “각 전학련의 공통된 사상인 트로츠키주의와 잘못된 전술에 대한 사상투쟁을 강화하고 광범위한 학생들의 에너지를 우리 전열에 추가하도록 노력하겠다”는 견해를 보이는 등, 공산당과 비교해 신좌파・전공투 세력과 엄격히 구별되고자 하는 정도가 낮았다. 이시카와는 사회당의 이런 태도가 프라하의 봄과 문화대혁명 등 사회주의에 대한 부정적인 이미지로 이어지는 사건들에 대한 애매한 대응과 겹쳐 사회당 지지층이 대량으로 기권해 총선에 패배하고 이후 사회당에서 이탈한 사람들이 무당파층 증가에 결합되었다고 지적하고 있다.
반면 공산당은 당시 위원장 미야모토 겐지가 도쿄대 투쟁 분쇄를 직접 지도했다. 공산당은 육전협 이래 “민주연합정권의 수립”을 슬로건으로 삼아 의회주의로 전환해가는 과정에 있었고, 따라서 폭력투쟁를 내건 전공투와 대결했다. 도쿄대 투쟁 시 공산당 산하의 민청은 신좌파와 항쟁하는 사수대로서 새벽행동대를 조직하고 있었으나, 1969년 1월 야스다 공방전 전날 미야모토의 지도하에 게발트봉 하나도 남기지 않고 철수하면서 우치게바의 나쁜 이미지가 미치는 것을 피하는 데 성공했다.

## 전공투 출신 유명인
- 야마모토 요시타카: 도쿄대학전공투 의장. 재야과학사학자, 학원강사.
- 아키타 아케히로: 니혼대학전공투 의장.
- 이노세 나오키: 신슈대학전공투 의장.[21] 도쿄도지사 역임.
- 시오자키 야스히사: 신주쿠고교전공투 활동가.[22] 제1차 아베 내각 관방장관, 제2차 아베 개조내각・제3차 아베 내각 후생노동대신 역임.
- 센고쿠 요시토: 도쿄대학전공투 활동가.[23] 간 내각・간 제1차 개조내각 관방장관 역임.
- 우에노 치즈코: 교토대학전공투 활동가.[24] 여성주의 사회학자.
- 사카모토 류이치: 신주쿠고교전공투 활동가. 시오자키와 동기.[25] 피아니스트.
- 타테마츠 와헤이: 와세다대학전공투 활동가.[26] 소설가.
- 테리 이토: 니혼대학전공투 활동가.[27] 텔레비전 디렉터, 프로듀서.
- 하시즈메 다이사부로: 도쿄대학전공투 활동가.[28] 사회학자.
- 야마우치 마사유키: 홋카이도대학 재학시 사학동 소속으로 활동.[29] 역사학자.
- 야스히코 요시카즈: 히로사키대학전공투 활동가.[30] 일공민청 소속이었으나 베평련을 거쳐 전공투로 전향. 만화가.
- 시게노부 후사코: 메이지대학전학투 활동가. 공산주의자동맹 적군파 중앙위원, 일본적군 최고간부.

## 같이 보기
- 일본적군